# Gennes-sur-Seiche
Gennes-sur-Seiche (en bretó Gen, en gal·ló Genn) és un municipi francès, situat a la regió de Bretanya, al departament d'Ille i Vilaine. L'any 2006 tenia 775 habitants.

## Demografia
| 1962                                       | 1968 | 1975 | 1982 | 1990 | 1999 |
| ------------------------------------------ | ---- | ---- | ---- | ---- | ---- |
| 843                                        | 887  | 789  | 758  | 742  | 740  |
| Des de 1962: població sense dobles comptes |      |      |      |      |      |

## Administració
| Període   | Identitat      | Partit |
| --------- | -------------- | ------ |
| 1928-1977 | Henri Faucheux |        |
| 1947-1977 | Paul Poirier   |        |
| 1977-2001 | Léonie Perrier |        |
| 2001-     | Yves Hisope    |        |